# Yours Is No Disgrace
A Yours Is No Disgrace a Yes együttes 1971-es The Yes Album című lemezének kezdő dala. Jellegzetessége, hogy ez volt az első dal, melyen Steve Howe gitározott és az első olyan dal, melyben az együttes a hosszabb lélegzetvételű dalokkal kísérletezett. A dal a Starship Trooper-rel és a Perpetual Change-dzsel együtt az epikus rockdalok korai példája komplex formájával és hosszával.
A dal a sztereó sávok használatáról is híres, leginkább Howe hosszú gitárszólói alatt alkalmazták ezt a technikát.

## Fordítás
- Ez a szócikk részben vagy egészben  a   Yours Is No Disgrace című angol Wikipédia-szócikk fordításán alapul.  Az eredeti cikk szerkesztőit annak laptörténete sorolja fel. Ez a jelzés csupán a megfogalmazás eredetét és a szerzői jogokat jelzi, nem szolgál a cikkben szereplő információk forrásmegjelöléseként.